# Plesiophrictus collinus
Plesiophrictus collinus är en spindelart som beskrevs av Pocock 1899. Plesiophrictus collinus ingår i släktet Plesiophrictus och familjen fågelspindlar. Inga underarter finns listade i Catalogue of Life.